# UNAMIR
La Missione di assistenza delle Nazioni Unite per il Ruanda (UNAMIR dall'inglese  United Nations Assistance Mission for Rwanda) fu una missione dell'ONU che durò dall'ottobre 1993 al marzo 1996.
Lo scopo dell'UNAMIR era quello di calmare le tensioni etniche nel paese tra gli Hutu, che governavano il paese, e la minoranza Tutsi, in gran parte raccolta nel Fronte Patriottico Ruandese (FPR).
Il mandato era quello di assicurare la sicurezza della capitale Kigali, monitorare il rispetto del cessate-il-fuoco tra le parti, la smilitarizzazione delle fazioni, garantire sicurezza nel paese durante il governo di transizione, indire nuove e democratiche elezioni, coordinare gli aiuti umanitari ed effettuare lo sminamento del paese.
L'UNAMIR è considerato il più grande fallimento dell’Organizzazione delle Nazioni Unite, per la mancanza di regole di ingaggio chiare e soprattutto per non essere riuscita ad evitare il genocidio ruandese.

## Storia
L'UNAMIR venne creata il 5 ottobre 1993 con la risoluzione 872 del Consiglio di Sicurezza delle Nazioni Unite. Venne autorizzato il dispiegamento 2.500 militari, ma ci vollero mesi perché il contingente venisse completamente dispiegato.
La missione era guidata dal generale Jacques-Roger Booh-Booh del Camerun, mentre il comando delle operazioni sul campo era affidato all'esercito canadese con a capo il generale Roméo Dallaire.
Una parte consistente delle truppe(400 militari) proveniva dal Belgio, Paese che aveva occupato il Ruanda in epoca coloniale; questo fatto rappresenta una anomalia della missione, poiché l'ONU generalmente non prevede l'invio di forze armate di peacekeeping da parte di paesi ex-colonizzatori. Questa decisione è stata criticata anche perché erano stati proprio i colonizzatori belgi ad accentuare e sfruttare a loro favore la contrapposizione tra Hutu e Tutsi, privilegiando i Tutsi.
Nel 1993 la situazione nel Ruanda sembrava andare verso una soluzione pacifica: entrambi i fronti avevano acconsentito a deporre le armi e a rispettare gli accordi di Arusha, creando un governo temporaneo di unità nazionale.
La situazione però precipitò dopo l'insediamento del nuovo presidente Juvénal Habyarimana, il 5 gennaio 1994; i partiti diedero inizio a una violenta disputa sulla composizione del governo, e in questo contesto due dei maggiori leader politici del paese vennero assassinati. Dopo un agguato dell'FPR a un convoglio di caschi blu, l'ONU protestò con il presidente Habyarimana e l'FPR, invitandoli a rispettare i patti.
Il 5 aprile 1994 l'ONU votò il prolungamento dell'UNAMIR fino al 29 giugno, esprimendo "profonda preoccupazione per la situazione politica del Paese, in particolar modo per la capitale Kigali". Il giorno dopo, l'aereo che trasportava il presidente del Ruanda Juvénal Habyarimana e quello del Burundi Cyprien Ntaryamira venne abbattuto. Fu la scintilla che fece esplodere il conflitto civile nel Paese. Le truppe regolari del Fronte armato ruandese, sotto il comando di generali Hutu, diedero inizio al genocidio sistematico dei Tutsi.
Il primo ministro Agathe Uwilingiyimana venne uccisa durante un assalto da parte delle forze governative ruandesi, in cui persero la vita anche dieci militari belgi. La morte dei soldati belgi venne in seguito attribuita alle regole di ingaggio poco chiare, che apparentemente non consentivano al comandante delle truppe di rispondere al fuoco nonostante un assedio prolungato per più di due ore.
La confusione legata alle regole di ingaggio caratterizzò in generale la missione UNAMIR. Il mandato era vago soprattutto riguardo alla difesa dei civili. L'imbarazzo internazionale fu enorme; gli Stati Uniti rimasero inermi, già impegnati dalla missione di pacekeeping in Somalia e furono più volte accusati di aver ritardato l'invio di una forza di intervento. Dopo il massacro il Belgio ritirò le truppe dal Paese come fecero anche la maggior parte degli altri Stati.
Solo il generale Roméo Dallaire rifiutò di abbandonare il Ruanda, nella speranza di poter ancora evitare il genocidio, rimanendo con un contingente di soli 270 militari canadesi supportati da poco più di 200 truppe locali.
Con un contingente ridotto all'osso Dallaire continuò a comandare le proprie truppe salvando migliaia di cittadini Tutsi.
Dallaire chiese urgentemente all'ONU l'invio di un contingente di almeno 5.000 unità, la sua richiesta venne respinta.
Per sei settimane l'UNAMIR cercò di condurre un negoziato di pace tra le fazioni, che si rivelò un fallimento completo.
Mentre nel Paese infuriava la violenza, finalmente il Consiglio di Sicurezza delle Nazioni Unite approvò una risoluzione che stabiliva l'invio di 5.500 militari.
I paesi, però, rifiutarono di mandare le proprie truppe fino a quando l'ondata di violenza non fosse cessata.
Nel luglio dello stesso anno l'FPR entrò a Kigali e il presidente provvisorio Paul Kagame si impegnò a rispettare gli accordi di Arusha. Il genocidio era finito.
Ad agosto dello stesso anno Dellaire chiese di rientrare in Canada perché sofferente di stress, venne sostituito da Guy Tousignant.
Il genocidio dei Tutsi lasciò una scia di sangue spaventosa: si calcola che i Tutsi massacrati furono un milione in poco più  di 100 giorni.
Dopo il genocidio, l'UNAMIR riuscì a prestare le cure ed il supporto necessari al Paese stremato dalla guerra. Alla fine del 1996, avendo fallito la missione prioritaria, l'UNAMIR venne ritirato.
L'UNAMIR riuscì comunque a salvare dei cittadini Tutsi dal genocidio, ma non riuscì ad evitare la carneficina. Il generale Dallaire, nonostante il comportamento eroico, venne traumatizzato dalla missione e, frustrato dall'aver fallito il compito, tentò anche il suicidio. Attualmente è senatore del Québec, e attraverso numerose interviste ha più volte criticato l'atteggiamento dell'ONU e di Kofi Annan.
Nonostante i diversi rapporti presentati alla Commissione per i diritti umani dell'ONU, il Consiglio di Sicurezza, a causa del veto USA, non riconosce il genocidio in Ruanda.
Nella missione 27 peacekeeper sono morti.